# Historische Uhr (Ahlbeck)

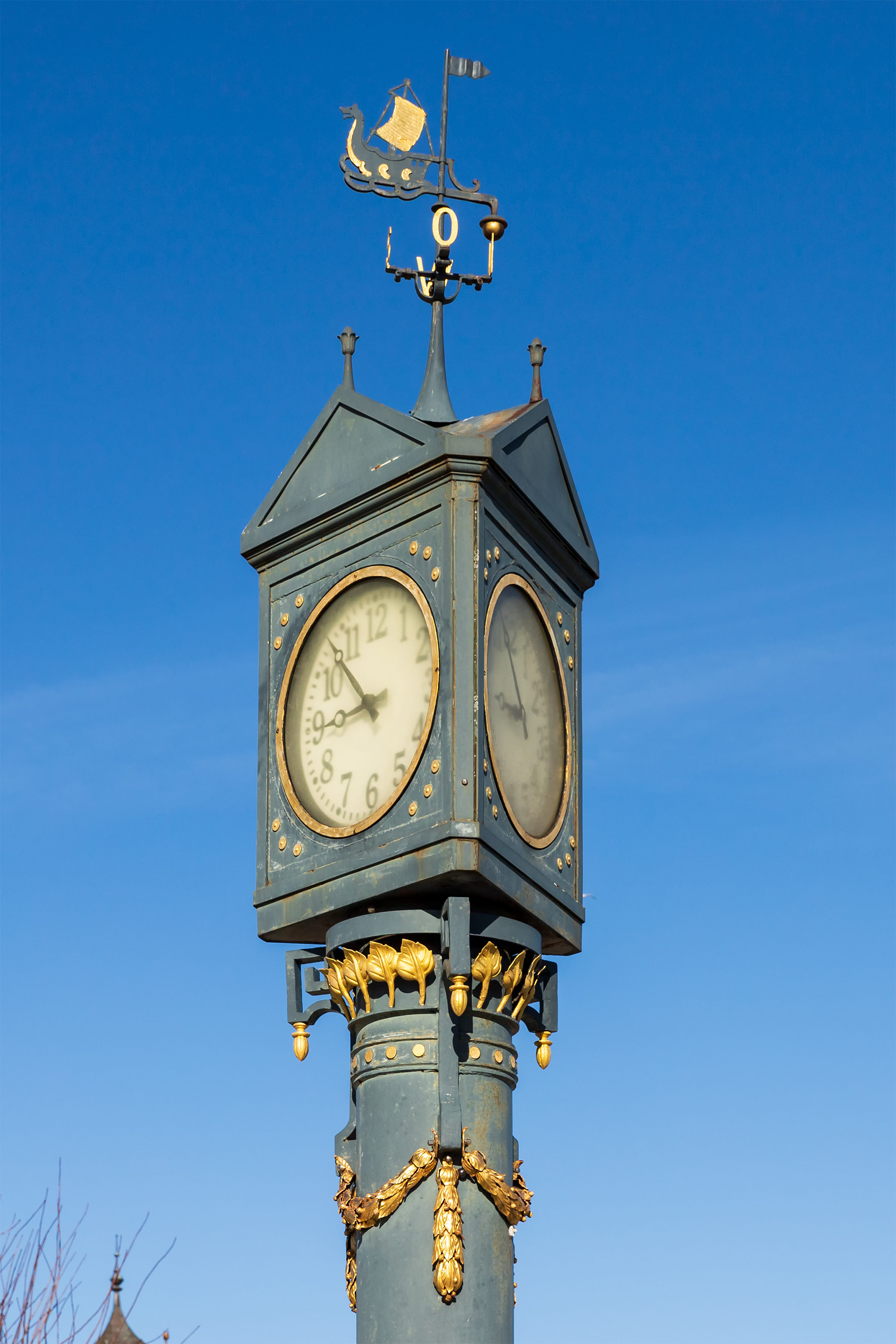
Detailansicht

Die Historische Uhr ist eine 1911 errichtete Normaluhr im Ostseebad Ahlbeck auf der Insel Usedom in Mecklenburg-Vorpommern. Sie steht auf der Ahlbecker Strandpromenade am Zugang zur Seebrücke Ahlbeck und ist wie diese ein Wahrzeichen des Ortes. 

## Geschichte
Die im Jugendstil gehaltene, mit zahlreichen schmiedeeisernen Verzierungen versehene Uhr wurde im Jahr 1911 von einem vermögenden Badegast aus Berlin gestiftet. Die Uhr wurde Zeit ihres Bestehens mehrmals umgebaut und renoviert, zeitweise fehlten die  Zierelemente und die Farbgebung wechselte mehrmals. In den 1960er Jahren war der Sockel der damals weiß angestrichenen Uhr verputzt.
Im Januar 2025 wurde die Uhr demontiert und zur umfassenden Restaurierung nach Berlin verbracht. Hierbei soll sie bis Juli 2025 weitgehend in ihren Originalzustand zurückversetzt werden.

## Technik
Die Säulenuhr hat eine dreieckigen Grundriss und verfügte ursprünglich über ein Pendeluhrwerk, das einmal wöchentlich aufgezogen werden musste. Dieses wurde später durch ein elektronisches Uhrwerk ersetzt, ist aber erhalten geblieben. Gekrönt wird die Uhr von einem Anemoskop, das die Windrichtung anzeigt.

## Galerie

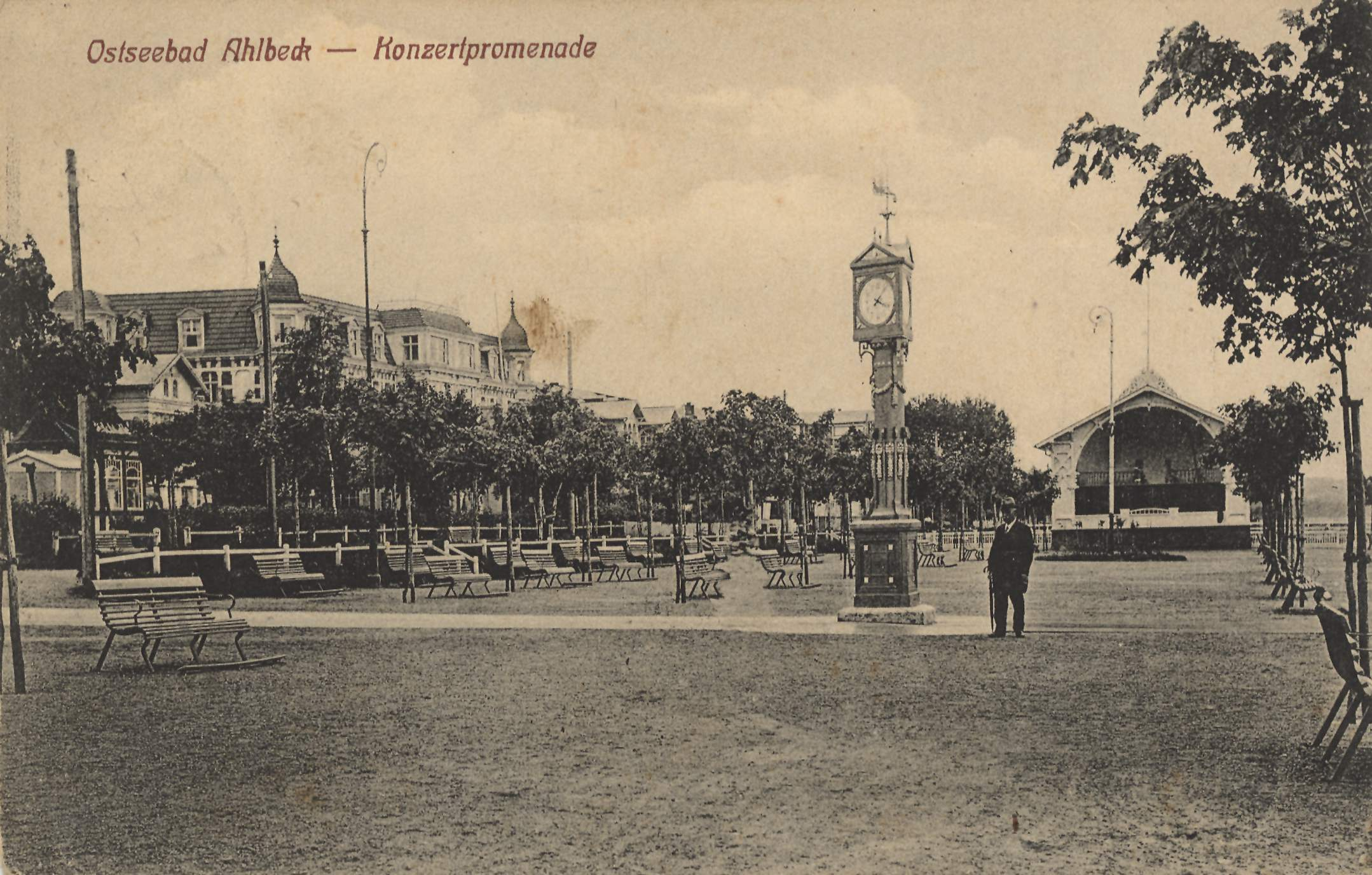
Uhr und Konzertpromenade (1918)
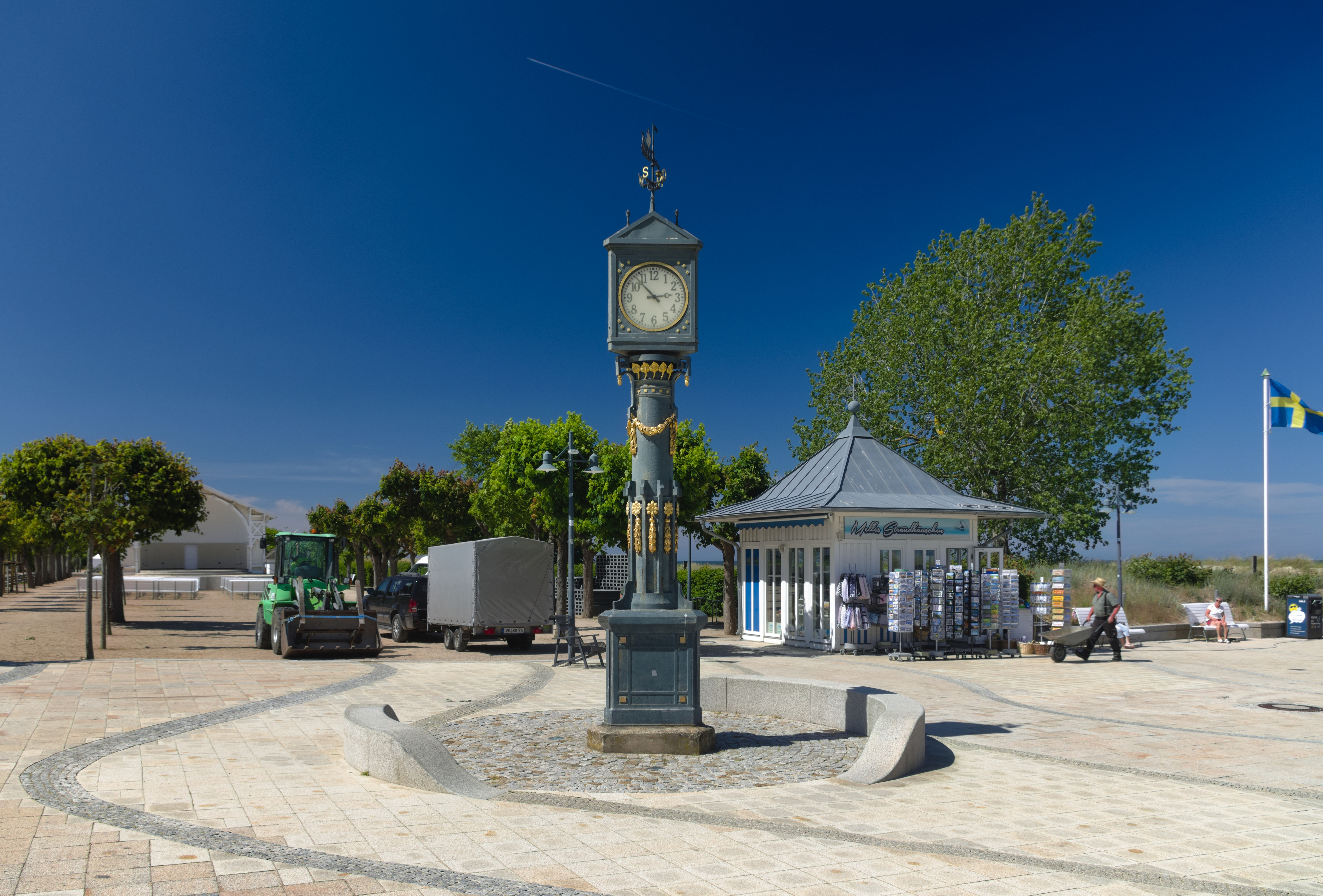
Die Uhr im Jahr 2021
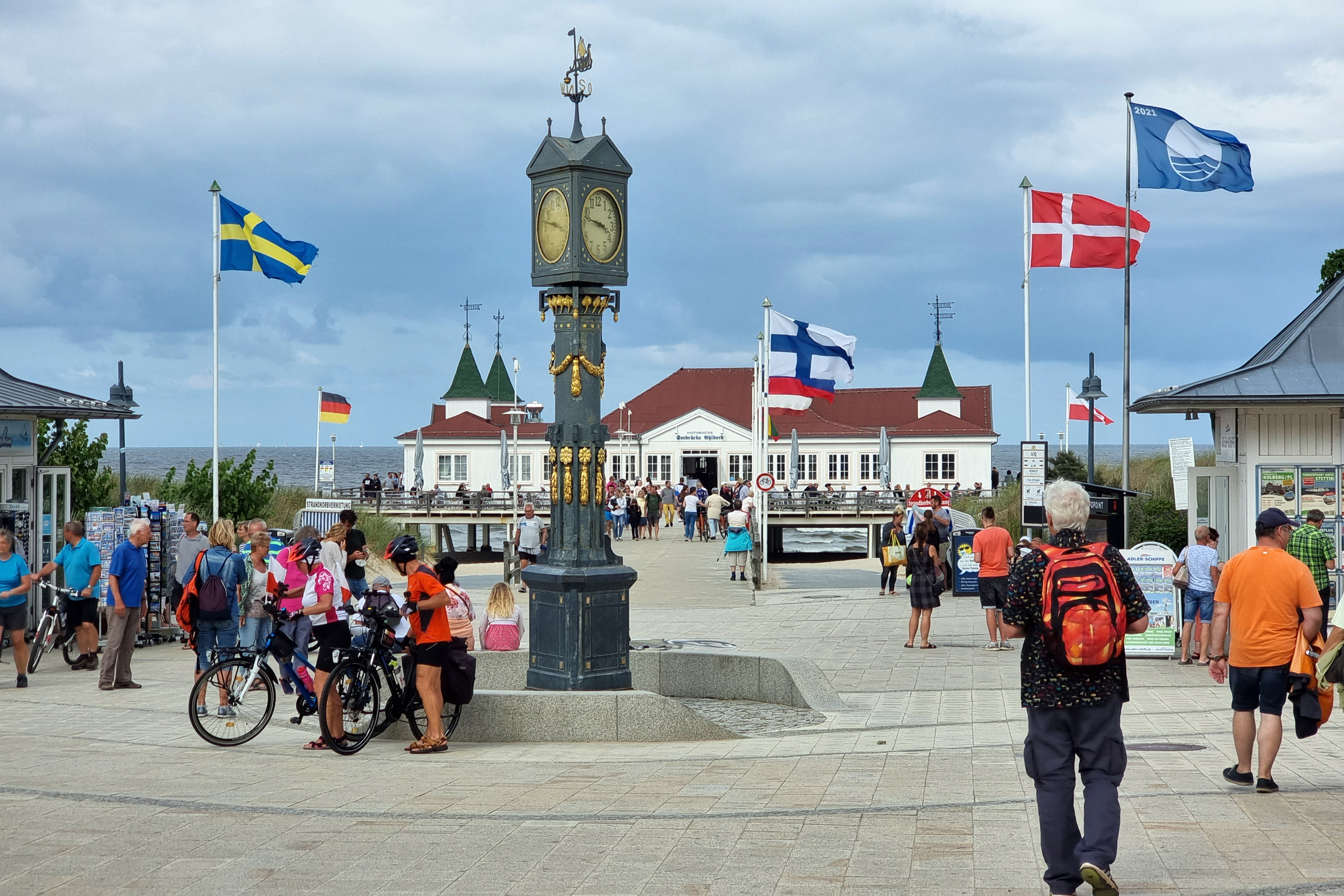
Uhr und Seebrücke (2021)